# DNS over TLS
DNS over TLS (DoT) je protokol pro zabezpečené zprostředkování DNS (Domain Name System ) v počítačové síti prostřednictvím protokolu TLS (Transport Layer Security). Šifrovaná komunikace zajišťuje uživatelům soukromí a bezpečnost tím, že znemožňuje odposlech, manipulaci s daty DNS a útoky typu man-in-the-middle. Protokol používá port 853. Přestože je protokol DoT použitelný pro jakoukoli DNS transakci, byl původně v květnu 2016 standardizován v RFC 7858 jen pro použití mezi stub nebo forwarding resolvery a rekurzivními resolvery. Teprve následně IETF specifikovala způsob použití DoT mezi rekurzivními a autoritativními servery (Autoritativní DNS přes TLS neboli ADoT) a související implementaci mezi autoritativními servery (Zone Transfer-over-TLS neboli xfr-over-TLS).